# Lista real de Abidos

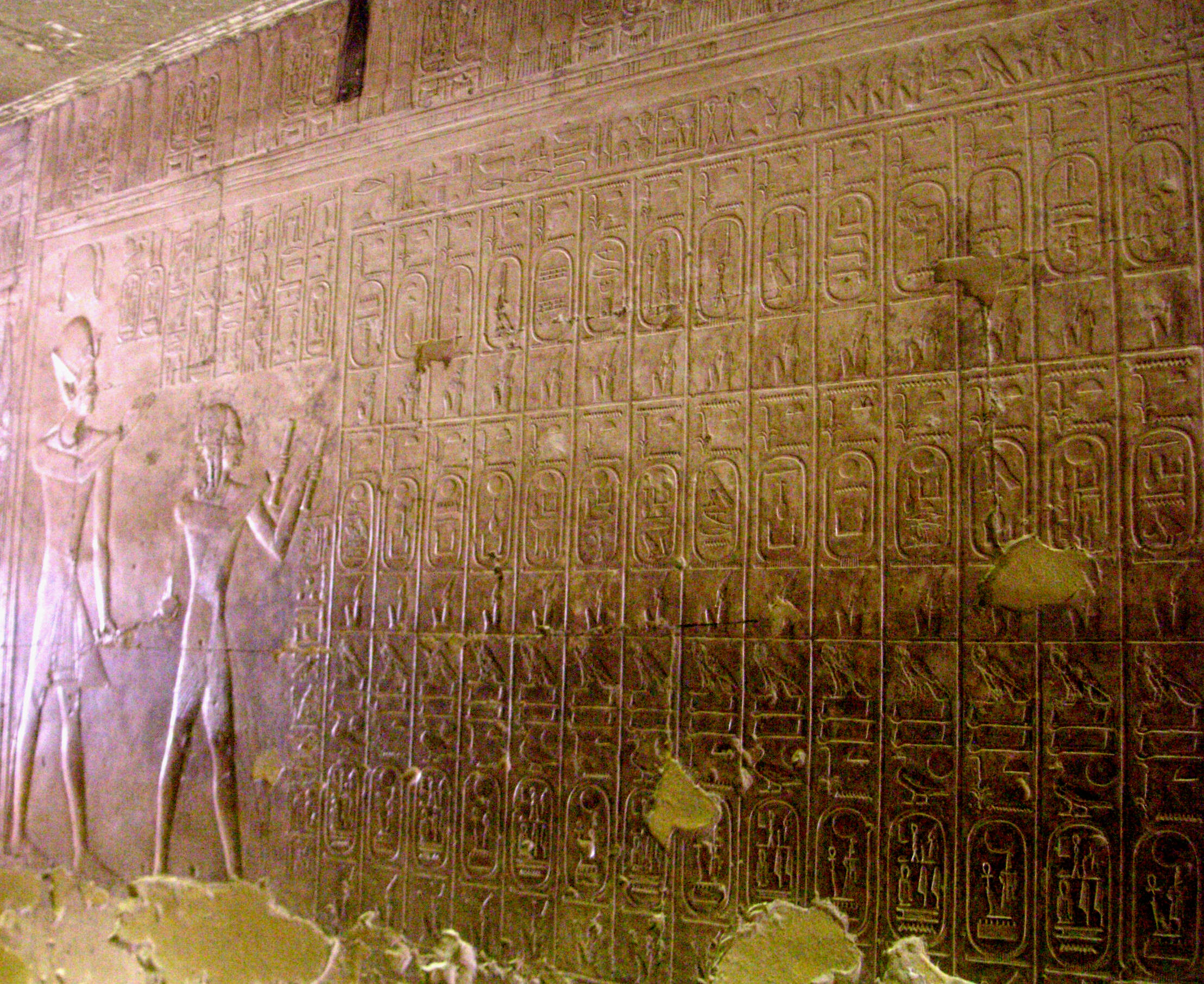
Lista Real de Abidos

Lista Real de Abidos é a designação dada a uma lista existente numa parede de um corredor do templo de Seti I em Abidos, na qual foram gravados 76 nomes de faraós que governaram o Antigo Egito. A lista inicia-se com Menés e termina no próprio Seti I. 
Foi descoberta em 1864 por Augusto Mariette. Através desta lista Seti I pretendia homanagear os seus antepassados. É possível ver o faraó, acompanhado pelo seu filho Ramessés II, a realizar oferendas às cartelas onde se encontram gravados os nomes dos faraós. 
A lista ignora os nomes de reis dos períodos intermediários, da rainha Hatchepsut e dos faraós da era de Amarna (de Amenófis III salta para Horemebe).

## Lista de Ramessés II
Ramessés II ordenou que fosse feita uma lista igual à anterior. Esta cópia encontra-se hoje num estado danificado, conservando apenas 29 nomes.

## Outras listas do Novo Reinado
- Lista Real de Carnaque
- Lista Real de Turim
- Lista real de Medinet Habu
- Tabuleta de Sacará